# Тоби, Майк
Майкл Эдвард Тоби (англ. Michael Edward Tobey; род. 10 октября 1994, Монро, Нью-Йорк) — американский и словенский профессиональный баскетболист, играющий на позиции центрового. Выступает за баскетбольный клуб «Црвена звезда» и сборную Словении.

## Карьера
В 2017 Тоби большую часть сезона провел в Лиге развития за фарм-команду «Шарлотт». В марте 2017 года Тоби начал играть за «Валенсия» . Летом 2018 года Тоби вернулся в «Валенсию» после выступления за клуб «Тенерифе», с которым стал победителем Межконтинентального кубка и его MVP.

## Сборная Словении
Тоби получил словенский паспорт в 2021 году перед подготовкой к отбору на Летние Олимпийские игры.

## Достижения

### Клубные
- Обладатель Межконтинентального кубка ФИБА: 2017
- Обладатель Еврокубка: 2018/2019
- Чемпион Испании: 2016/2017

### Сборная США
- Победитель чемпионата мира (до 19 лет): 2013